# Karl Brown

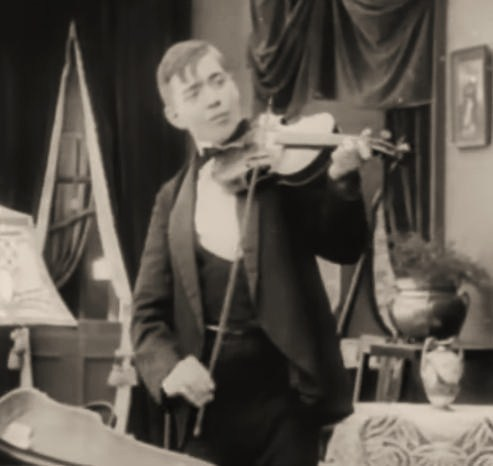
Karl Brown als Schauspieler im Griffith-Film Home, Sweet Home (1914)

Karl Brown (* 26. Dezember 1896 in McKeesport, Pennsylvania; † 25. März 1990 in Woodland Hills, Los Angeles, Kalifornien) war ein US-amerikanischer Kameramann, Drehbuchautor, Schauspieler und Regisseur.

## Leben
Der Sohn von Theaterschauspielern wurde bereits mit 15 Jahren Laborassistent beim Film, mit 17 begann er für David Wark Griffith zu arbeiten. Für diesen drehte Brown die Spezialkameraeffekte oder war zweiter Kameramann, außerdem stand er zweimal in Griffiths Filmen als Schauspieler vor der Kamera. Bei Griffiths Monumentalfilmen Die Geburt einer Nation und Intoleranz fungierte er als erster Assistent zu Griffiths Kameramann Billy Bitzer. Bei Intoleranz pionierte er die Technik des „Double Printing“, er legte in der Jesus-Sequenz mehrere Filmbilder übereinander, um so eine übernatürliche Atmosphäre zu erzielen. Verdient machte Brown sich auch um die Weiterentwicklung der Technik der Miniaturprojektion. Ab 1916 arbeitete er bei über 33 Filmen als Chefkameramann, von denen der heute wohl bekannteste der Abenteuerfilm Die Karawane ist.
Seine erste Regiearbeit war 1927 das im ländlichen Amerika spielende Drama Stark Love, dass beim Publikum kein Erfolg war und bis heute weitgehend unbekannt geblieben ist, aber von Kritikern hochgeschätzt und im Jahr 2009 in das National Film Registry aufgenommen wurde. Browns spätere Tonfilme der 1930er waren allerdings zumeist eher vergessenswürdige B-Movies, sodass seine Regiekarriere versandete. Ab 1939 schrieb er ausschließlich Drehbücher für zweit- oder drittklassige Filme, unter anderem für Horrorstreifen mit Boris Karloff, später auch für Fernsehserien. Er schrieb auch Romane und Kurzgeschichten, beispielsweise The Cup of Trembling, einen 1959 erschienenen Roman über den Sohn von Harriet Beecher Stowe. 1960 endete seine Arbeit beim aktiven Filmgeschäft mit Drehbüchern zu der Serie Death Valley Days.
Brown geriet zunächst in Vergessenheit, wurde aber von Filmhistorikern in den letzten 20 Jahren seines Lebens als Zeitzeuge der Stummfilmära wiederentdeckt, wobei insbesondere seine Arbeit mit Griffith im Fokus stand. 1973 veröffentlichte er seine Autobiografie Adventures with D. W. Griffith und er war Interviewpartner für Kevin Brownlows Dokumentarfilm-Serie Hollywood (1980). Er war von 1922 bis zu ihrem Tod 1986 mit der Schauspielerin und Pilotin Edna Mae Cooper (1900–1986) verheiratet. Er starb 1990 im Alter von 93 Jahren.

## Filmografie (Auswahl)
Als Assistenz-Kameramann
- 1914: The Battle of the Sexes
- 1914: Home, Sweet Home (auch Schauspieler)
- 1914: The Escape
- 1914: The Avenging Conscience
- 1915: Die Geburt einer Nation (The Birth of a Nation)
- 1916: Intoleranz (Intolerance) (auch Schauspieler)
- 1918: Hearts of the World
- 1919: A Romance of Happy Valley
- 1919: Gebrochene Blüten (Broken Blossoms)
- 1919: True Heart Susie
- 1919: Scarlet Days

Als Chefkameramann
- 1916: The Traveling Salesman
- 1917: Her Official Fathers
- 1917: Stage Struck
- 1918: Battling Jane
- 1921: Brewster’s Millions
- 1923: Die Karawane (The Covered Wagon)
- 1923: Ruggles of Red Gap
- 1924: Das Cafe zu den gefallenen Engeln (The City That Never Sleeps)
- 1926: Mannequin

Als Regisseur
- 1927: Stark Love (auch Drehbuchautor und Produzent)
- 1932: Flames (auch Drehbuchautor)
- 1938: Port of Missing Girls (auch Drehbuchautor)
- 1938: Barefoot Boy

Nur als Drehbuchautor
- 1939: The Man They Could Not Hang
- 1940: Before I Hang
- 1940: The Man with Nine Lives
- 1942: The Ape Man
- 1942: Hitler – Dead or Alive
- 1953: Geknechtet (The Vanquished)
- 1956: The Millionaire
- 1956: Sheriff of Cochise
- 1959–1960: Im wilden Westen (Death Valley Days; Fernsehserie, fünf Folgen)

## Weblink
- Karl Brown bei IMDb